# Гусевские вести
«Гусевские вести» (з рос. — «Гусівські вісті») — суспільно-політична газета, видається з 3 вересня 1930 року (найстаріше друковане видання міста Гусь-Хрустальний). Виходить двічі на тиждень: у середу і п'ятницю.

## Історія
У 1929 році робітниче селище Гусь-Хрустальний стало адміністративним центром новоствореного Гусевського району. А незабаром було прийнято рішення про створення друкованого органу райкому ВКП (б). районного виконавчого комітету та районної ради профспілок. Газета була названа «Большевик» («Більшовик») і виходила щодня, крім неділі, на чотирьох смугах половинного формату. Набиралася вона вручну і друкувалася на плоскій машині — «хлопавці». Перші номери газети виходили на жовтуватому, з пластівцями папері.
Був в ці роки в Гусі-Хрустальному єдиний газетяр (продавець газет) — старий Петро Бояринов, у минулому — робітник. Коли в його полотняну сумку вперше потрапила газета «Большевик», він з'являвся в найбільш багатолюдних місцях і кричав: «А ось газета „Більшовик“. Читай молодь, читай і старик!» Не обізнаний в питаннях реклами, що не навчений в законах віршування, він, розумів, як важливо рекламувати нову газету, складав все нові і нові побрехеньки, скоромовки, в яких незмінно пробивалися слова «Большевик». Першим редактором газети був А. Букштейн. Він працював заступником редактора окружної газети «Призыв» у м. Владимирі, а коли був утворений районний центр Гусь-Хрустальний, був направлений сюди. Секретарем редакції був тоді М. Калінін — теж з Владимира. Решту працівників підбирали на місці. Заново створювалася друкарня в приміщенні «фарбувальної» фабрики.
Після XIX з'їзду партії КПРС газета стала виходити під новою назвою «Коммунист».
У роки Великої Вітчизняної війни багато працівників пішли на фронт. У редакції є меморіальна дошка, на якій перераховані імена загиблих журналістів: В. І. Ванюхина, І. І. Іванова, І. М. Сударикова.
У 1963 році газета «Коммунист» злилася з газетної територіального колгоспно-радгоспного управління «Ленинское знамя» і замість трьох номерів у тиждень стала виходити 4 рази. У цей час тираж газети становив 45, 5 тис. прим.
При газеті довгий час існувало об'єднання поетів і письменників (нині літературне об'єднання «Мещёра»). Біля витоків літературної групи тоді стояли учитель Н. С. Яров, журналісти П. Антонов і Н. Орлов, поет і нарисовець, лауреат Державної премії В. В. Полторацький.
У серпні 1991 року після ліквідації ГКЧП, керівництво газети звинуватили в публікації документів «путчистів», і рішенням виконкому міськради її видання було припинено. Того ж дня, 30 серпня виконком зареєстрував газету «Гусевские вести» як правонаступника газети «Ленинское знамя».
У період напружених відносин між Україною і Росією в 2014 році, у виданні вийшло два матеріали, що розповідають читачам про життя в Україні та закликають росіян не їхати в Україну воювати. Зокрема, кореспондент видання писав:

|  | Я хочу закликати гарячі голови не їхати на Схід України в ім'я «російського світу», я закликаю подумати про школярок, які не пішли до школи, про дівчат, які чекають на своїх парубків з війни (на жаль, у мене вже є знайомі, котрі не дочекалися), про тих, хто здригається при звуці феєрверку і не може радіти будь-чому, бо батьки ТАМ. Я закликаю до миру. Давайте жити дружно. Оригінальний текст (рос.) Я хочу призвать горячие головы не ехать на Восток Украины во имя «русского мира», я призываю подумать о школьницах, которые не пошли в школу, о девушках, которые ждут своих парней с войны (к сожалению, у меня уже есть знакомые, которые не дождались), о тех, кто вздрагивает при звуке фейерверка и не может радоваться ничему, потому что родители ТАМ. Я призываю к миру. Давайте жить дружно. |

При цьому з'являлися статті та іншої спрямованості. У випуску за 17 грудня 2014 за підписом «Пресс-служба Совета Федерации» вийшов матеріал «На підтримку жителів південного сходу України», в якій з посиланням на «голову парламенту Новоросії» Олега Царьова, говорилося про політв'язнів в українських в'язницях:

## Відомі кореспонденти газети
- П.В. Гіляревський
- В.В. Проников
- Л.К. Єгоров
- А.А. Карунов
- Є.П. Прокоф'єв
- Є.Г. Ємельяненко
- В.П. Новський
- В.І. Жолнін
- А.А. Васильєв
- Н.П. Логунов
- Р.Н. Корабльова
- Т.П. Ковальова
- Л.А. Смирнова
- Л.Ю. Жеріхова
- І.М. Толмачов
- Н.А. Колгуріна
- І.А. Козаков
- С.М. Тищенко